# 凤凰街道 (永州市)
凤凰街道，是中华人民共和国湖南省永州市冷水滩区下辖的一个乡镇级行政单位。

## 行政区划
凤凰街道下辖以下地区：
湖塘路社区、工业村社区、渡假村社区和凤凰路社区。